# أحمد مدحت يكن
أحمد مدحت يكن باشا (1878 - 1944) وزير مصري، شغل منصب وزير الزراعة والأوقاف والخارجية في وزارات مختلفة، بالإضافة إلى توليه منصب محافظ الأسكندرية عام 1917، ويعد هو أول رئيس مجلس إدارة لبنك مصر وأحد مؤسسيه عام 1920، وكان عضواً في حزب الأحرار الدستوريين وتم تعيينه عضو في مجلس الشيوخ المصري.

## نشأته
ولد أحمد مدحت يكن باشا عام 1878، وينتمي إلى أسرة (يكن) المعروفة التي تنتمي في أصولها إلى نبلاء مقدونيا، والتي تزوج مؤسسها من شقيقة محمد علي الكبير.
تعلم في المدرسة التي أسسها الخديوي توفيق لأنجاله، ثم سافر إلى جنيف مع الخديوي عباس والأمير محمد علي والأمير كمال، ولما عاد إلي مصر نال الشهادة الثانوية، ثم سافر إلي فرنسا وحصل على ليسانس الحقوق.

## حياته
وبعد عودته عين مساعداً للنيابة في المحاكم المختلطة اختاره بطرس غالي سكرتيراً خاصاً له بوزارة الخارجية، تبوأ منصب محافظ الإسكندرية من عام 1917 حتى عام 1919، حيث كان صديقاً شخصياً للسلطان فؤاد، آنذاك عين وزيراً للزراعة في وزارة حسين رشدي الرابعة (22 أبريل 1919)، وكان من كبار الملاك مما أهله ليكون من مؤسسي بنك مصر عام 1920، ثم أصبح رئيساً لمجلس إدارته (1920 - 1940).
تقلد منصب وزير الأوقاف في وزارة عدلي يكن الأولى (16 مارس 1921 - 24 ديسمبر 1921)، أول رئيس لمجلس إدارة البنك العقاري المصري، وأحد أعضاء المجلس الاقتصادي المصري، وذلك عام 1922، كان عضواً في حزب الأحرار الدستوريين، الذي تأسس عام 1922، وتولي وكالة هذا الحزب في أول جلسة عقدت لمجلس الإدارة، ورئيساً لشركة صحيفته (السياسة).
عين وزيرا للخارجية في عهد وزارة عدلي يكن الثالثة (3 أكتوبر 1929الأول يناير 1930)، ثم أصبح لاحقاً عضواً بمجلس الشيوخ،

## وفاته
توفي عام 1944.